# Racetam

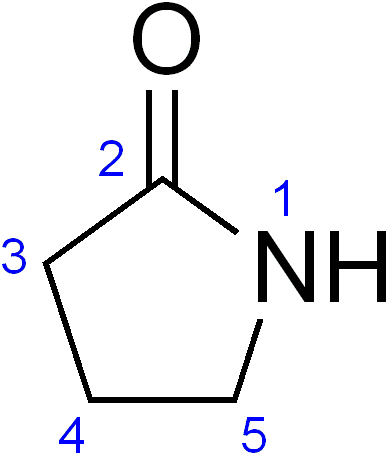
2-Pirrolidone

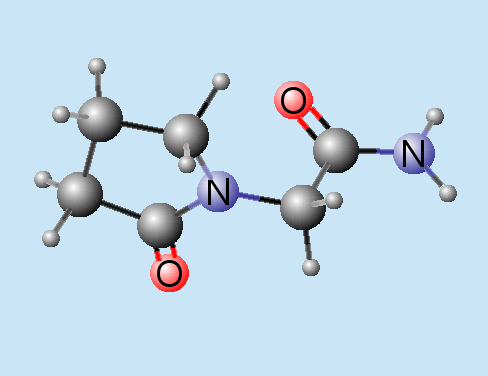
Piracetam

Aniracetam

Fenilpiracetam

I racetam sono una classe di farmaci nootropi che possiedono in comune l'anello del 2-Pirrolidone.

## Meccanismo d'azione
Non è attualmente noto il reale meccanismo d'azione di tali farmaci. Generalmente non presentano affinità per i principali neurotrasmettitori sebbene siano stati provate le modulazioni indotte su alcuni neurotrasmettitori. Pare stimolino i recettori GABA e AMPA del glutammato. Permettono una migliore codifica della memoria e, quindi, aumentano in modo significativo la capacità di apprendimento, tuttavia nella famiglia dei Racetam interviene la modulazione di molti meccanismi della sfera cognitiva quali:
Aumento della creatività,
Miglioramento dell'umore,
Riduzione dello stress,
Livelli aumentati di messa a fuoco e motivazione,
Livelli più elevati di acutezza verbale,
Maggiore autostima.

## Esempi di racetam
- Piracetam
- Oxiracetam
- Aniracetam
- Pramiracetam
- Phenylpiracetam
- Etiracetam
- Levetiracetam
- Nefiracetam
- Nicoracetam
- Rolziracetam
- Nebracetam
- Fasoracetam
- Imuracetam
- Coluracetam
- Dimiracetam
- Brivaracetam
- Seletracetam
- Rolipram